# Ungyuljung
Az Ungyuljung vagy Jungyuljun (oroszul: Ундюлюнг, vagy Юндюлюн) folyó Oroszország ázsiai részén, Jakutföldön, a Léna jobb oldali mellékfolyója.

## Földrajz
Hossza: 414 km, vízgyűjtő területe: 12 800 km², évi közepes vízhozama: 135 m³/s.
A Verhojanszki-hegylánchoz tartozó Orulgan-hegység nyugati lejtőjén ered. Felső szakaszán hegyi folyó, alsó szakaszán a Közép-jakut-alföldre ér és széles völgyében ágakra bomlik. A északi sarkkör és az é. sz. 66° fok közötti szakaszon ömlik a Lénába, 820 km-re annak torkolatától.
Szeptembertől májusig jég borítja, többnyire fenékig befagy. Partján nincsenek települések. 